# The Equalizer (série télévisée)
Pour les articles homonymes, voir Equalizer.
Cet article concerne la série de 2021. Pour la série originale, voir Equalizer (série télévisée).
Equalizer
The Equalizer ou La Justicière au Québec, est une série télévisée américaine en 74 épisodes de 42 minutes diffusée entre le 7 février 2021 et le 4 mai 2025 sur le réseau CBS et en simultané sur le réseau Global au Canada.
C'est un reboot de la série du même titre des années 1980. Elle se démarque de la série originale avec Edward Woodward et des films avec Denzel Washington (Equalizer et ses suites) puisque le personnage principal est ici une femme, Robyn McCall, jouée par Queen Latifah, alors que le personnage se nomme initialement Robert McCall.
En Suisse romande, la série est diffusée depuis le 9 janvier 2022 sur RTS Un, au Québec depuis le 20 janvier 2022 sur AddikTV, et en France depuis le 29 octobre 2022 sur M6. Elle reste inédite dans les autres pays francophones.

## Synopsis
Ancienne espionne, Robyn McCall revient vivre à New York, près de sa fille adolescente Delilah. Elle décide d'utiliser ses talents pour les mettre gratuitement au service de ceux qui n'ont plus aucun recours ou personne vers qui se tourner, face aux puissants ou criminels de ce monde.

## Distribution

### Acteurs principaux
- Queen Latifah (VF : Maïk Darah) : Robyn McCall, dite « The Equalizer »
- Tory Kittles (VF : Jérôme Rebbot) : Marcus Dante
- Adam Goldberg (VF : Cyrille Artaux) : Harry Keshegian
- Liza Lapira (VF : Karine Foviau) : Melody « Mel » Bayani
- Laya DeLeon Hayes (VF : Camille Gondard) : Delilah McCall
- Lorraine Toussaint (VF : Laurence Charpentier) : Viola « Tante Vi » Marsette (Aunt Vi en VO)
- Chris Noth (VF : Gabriel Le Doze) : William Bishop (saisons 1 et 2)

### Acteurs récurrents et invités
- Jennifer Ferrin (en) (VF : Laura Zichy) : D.A. Avery Grafton
- Erica Camarano (VF : Christine Lemler) : l'inspecteur Paley
- Dominic Fumusa (VF : Mathieu Buscatto) : l'inspecteur Ken Mallory
- Frank Pando (en) : le capitaine Tony Torres
- Krystal Joy Brown (en) (VF : Marine Lemonnier) : Kelly
- Kaci Walfall (VF : Alice Orsat) : Nicki
- Adam Gagan (VF : Vincent Bonnasseau) : l'inspecteur Lou Davis

 Source et légende : version française (VF) sur RS Doublage et Doublage Séries Database

## Production
Le projet a débuté en novembre 2019 avec Queen Latifah dans le rôle titre et productrice exécutive. La série a été commandée en janvier 2020.
Le casting débute le mois suivant, dans cet ordre : Liza Lapira, Lorraine Toussaint et Tory Kittles.
Malgré l'arrêt de la production causé par la pandémie de Covid-19 aux États-Unis, CBS commande la série le 8 mai 2020 et, lors des Upfronts deux semaines plus tard, annonce initialement la série pour l'automne dans la case du dimanche soir, repoussée à la mi-saison. En novembre, Adam Goldberg rejoint la série.
En mars 2021, CBS renouvelle la série pour une deuxième saison.
Le 20 décembre 2021, la production vire Chris Noth à la suite d'allégations d'agression sexuelles ayant refait surface. Il n'apparaît que dans un seul épisode parmi ceux qui seront diffusés après la pause des fêtes.
Le 5 mai 2022, la série est renouvelée pour deux saisons supplémentaires.
Le 25 avril 2024, la série est renouvelée pour une cinquième saison.
À l'hiver 2025, la production travaille sur le pilote d'une série dérivée mettant en vedette Titus Welliver et Juani Feliz (en) qui a été diffusé le 20 avril 2025, mais n'a pas été retenu.
CBS annule la série le 3 mai 2025.

## Épisodes

### Première saison (2021)
1. Justice (The Equalizer)
2. Sauver le fils (Glory)
3. La Vérité à tout prix (Judgment Day)
4. Un pour tous (It Takes a Village)
5. Secret divin (The Milk Run)
6. Abus de pouvoir (The Room Where it Happens)
7. Insaisissable (Hunting Grounds)
8. Dommage collatéral (Lifeline)
9. Le Complot (True Believer)
10. Représailles (Reckoning)

### Deuxième saison (2021-2022)
La saison est diffusée du 10 octobre 2021 au 15 mai 2022.
1. Le Nouveau client (Aftermath)
2. L'Abeille (The Kingdom)
3. Jeu de dupes (Leverage)
4. Injustices (The People Aren't Ready)
5. Sous le feu des projecteurs (Followers)
6. Le Sniper (Shooter)
7. Les Risques du métier (When Worlds Collide)
8. Où est mon fils ? (Separated)
9. En mode riposte (Bout That Life)
10. Héritage (Legacy)
11. Les Bons Voisins (Chinatown)
12. Un peu plus de soleil… (Somewhere Over the Hudson)
13. Où est Dante ? (D.W.B.)
14. La vie est trop courte (Pulse)
15. Plus rien à perdre (Hard Money)
16. Seule contre tous (Vox Populi)
17. Visions (What Dreams May Come)
18. Gagner la course (Exposed)

### Troisième saison (2022-2023)
Elle est diffusée du 2 octobre 2022 au 21 mai 2023.
1. Bombe à retardement (Boom.)
2. Pas de fumée sans feu (Where There's Smoke)
3. Le Fantôme (Gaslight)
4. Un pour cent de rebelles (One Percenters)
5. L'Effet papillon (Blowback)
6. Vengeance (A Time to Kill)
7. Paradis perdu (Paradise Lost)
8. Tout pour mon frère (He Ain't Heavy)
9. Seconde chance (Second Chance)
10. Soignez ma fille ! (Do No Harm)
11. Plus jamais ça (Never Again)
12. L'Amnésique (Lost and Found)
13. NOMAD (Patriot Game)
14. Terre d'asile (No Good Deed)
15. Prisonnière (No Way Out)
16. L'amour, ça fait mal (Love Hurts)
17. Au nom du père (Justified)
18. Œil pour œil (Eye for an Eye)

### Quatrième saison (2024)
Composée de dix épisodes, elle est diffusée depuis le 18 février 2024.
1. La vérité à tout prix (Truth for a Truth)
2. À plein régime (Full Throttle)
3. Justice aveugle (Blind Justice)
4. Les paris sont ouverts (All Bets Are Off)
5. Le Lanceur d'alerte (The Whistleblower)
6. Mort en sursis (DOA)
7. Légendaire (Legendary)
8. La Révélation (Condemned)
9. Une grosse prise (The Big Take)
10. Sous le choc (Shattered)

### Cinquième saison (2024-2025)
Elle est diffusée depuis le 20 octobre 2024.
1. The Lost Ones
2. Haunted Heights
3. Just Fans
4. Sacrifice
5. Take My Life… Please!
6. The Fight for Life
7. Slay Ride
8. Guns and Roses
9. Stolen Angel
10. Dirty Sexy Money
11. Taken
12. Trust No One
13. A Few Good Women
14. The Grave Digger
15. Deception
16. Sins of the Father
17. Acceptance
18. Decisions

## Audiences

### Aux États-Unis
| Saison | Nombre d'épisodes | Diffusion originale sur CBS | Diffusion originale sur CBS | Audiences moyennes (en millions) | Audiences moyennes (en millions) | Audiences moyennes (en millions) | Légende : - plus hauts scores d'audiences - plus bas scores d'audiences |
| Saison | Nombre d'épisodes | Début de saison             | Fin de saison               | Première                         | Finale                           | Moyenne (J+7)                    | Légende : - plus hauts scores d'audiences - plus bas scores d'audiences |
| ------ | ----------------- | --------------------------- | --------------------------- | -------------------------------- | -------------------------------- | -------------------------------- | ----------------------------------------------------------------------- |
| 1      | 10                | 7 février 2021              | 23 mai 2021                 | 20,40                            | 7,13                             | 12,07                            | Légende : - plus hauts scores d'audiences - plus bas scores d'audiences |
| 2      | 18                | 10 octobre 2021             | 15 mai 2022                 | 7,67                             | 6,84                             | 9,42                             | Légende : - plus hauts scores d'audiences - plus bas scores d'audiences |
| 3      | 18                | 2 octobre 2022              | 21 mai 2023                 | 7,09                             | 6,28                             | 8,38                             | Légende : - plus hauts scores d'audiences - plus bas scores d'audiences |
| 4      | 10                | 18 février 2024             | 19 mai 2024                 | 6,46                             | 6,36                             | 7,89                             | Légende : - plus hauts scores d'audiences - plus bas scores d'audiences |
| 5      | 18                | 20 octobre 2024             | 4 mai 2025                  | 4,61                             |                                  |                                  | Légende : - plus hauts scores d'audiences - plus bas scores d'audiences |